# Поли, Чезаре
Чезаре Поли (итал. Cesare Poli; 6 января 1945, Бреганце, Венеция — 7 сентября 2024, Кальяри) — итальянский футболист, защитник.

## Карьера

### Клубная карьера
Во взрослом футболе дебютировал в 1965 году в клубе «Виченца», где играл на протяжении двух сезонов. В 1967 году перешёл в миланский «Интернационале», а ещё спустя два года стал игроком «Кальяри», где играл вместе с известными футболистами Серджо Гори и Анджело Доменгини, сменив на позиции защитника Роберто Бонинсенью. В сезоне 1969/70 эта команда смогла завоевать первый в истории клуба титул чемпиона Италии.
В 1971 году вновь стал игроком «Виченцы», где в 53 матчах смог забить два гола. В 1973 году вернулся в «Кальяри», где и завершил карьеру футболиста после травмы, которая привела к разрыву ахиллова сухожилия.

### Смерть
Скончался 7 сентября 2024 года в Кальяри, Сардиния, в возрасте 79 лет.

## Достижения
«Кальяри»
- Чемпион Италии: 1969/70